# وزارة الأوقاف والإرشاد (اليمن)
وزارة الأوقاف والإرشاد هي أحد وزارات الحكومة اليمنية، وتهدف الوزارة إلى المحافظة والإشراف على جميع الأموال والأعيان الموقوفة وإدارتها واستثمارها وكذا القيام بواجبات التوجيه والإرشاد ونشر الثقافة الإسلامية، وتختص بالشؤون الدينية والأوقاف.

## المهام والاختصاصات
تتولى وزارة الأوقاف والإرشاد المهام والاختصاصات الآتية:
1. رسم سياسات وخطط وزارة الأوقاف والإرشاد ووسائل تنفيذها ومتابعة الاتجاهات والبرامج التي تقرها الدولة في مجال الوزارة ومراجعة وتقييم مستوى إنجازها.
2. اقتراح ورسم الاتجاهات وإعداد الخطط والبرامج العامة في مختلف النشاطات المتعلقة بمهامها وفي إطار السياسات والخطط العامة للدولة، والتنسيق مع الجهات ذات العلاقة.
3. أداء رسالة الأوقاف والمحافظة والإشراف على جميع الأموال والأعيان الموقوفة وحمايتها وإدارتها واستثمارها وتطويرها بما يعود بالنفع على جميع ما أوقف من أجله، وبما يحقق الأهداف التي اشترطها الواقفون في أوجه البر المختلفة.
4. إقامة وإدارة المساجد والجوامع والترخيص بإقامتها بالتنسيق مع الجهة المختصة والعمل على رفع مستواها وتحسين أحوالها بما يجعلها ملائمة لإقامة الشعائر الدينية بها وكذا الأشراف على شؤون المؤذنين والسدنة والعاملين بها.
5. الإشراف على إنشاء المقابر وعلى تسويرها وصيانتها وحمايتها بالتنسيق والاشتراك مع الجهة المختصة في الحكومة.
6. القيام عن ذي الولاية العامة بأعمال الولاية على الوصايا والأوقاف التي تنتقل ولايتها إلى ذي الولاية العامة في ضوء النصوص الشرعية والمنظمة لذلك.
7. إدارة وتنظيم شؤون الأوقاف العامة بجميع أنواعها، والتي تكون ولايتها لذي الولاية العامة بما في ذلك أوقاف الترب والأوقاف الصحية.
8. إحصاء جميع ممتلكات الأوقاف وحصر وتوثيق عقاراتها والمحافظة عليها وصيانتها وتنميتها واتخاذ جميع الإجراءات الكفيلة بضمان مصالحها واستمرار بقائها مع وضع سجل وخريطة توضح فيها الأعيان الموقوفة ومساحتها وموقعها في مختلف محافظات اليمن.
9. متابعة تحصيل إيرادات الأوقاف في مواعيدها المقررة ومسك السجلات اللازمة لذلك.
10. توجيه مصروفات الأوقاف بما يحقق شرط الأوقاف وفقا لأحكام الشريعة الإسلامية الغراء، بما في ذلك صيانة وتجهيز المساجد والعناية بها وإقامة المنشآت والمؤسسات الخيرية وأعمال الإحسان المختلفة.
11. وضع الخطط والمشاريع للانتفاع بجميع إمكانيات الأوقاف واستثمارها طبقًا لأحدث الطرق والأساليب المشروعة.
12. الإشراف على الأوقاف التي يشترط فيها النظارة لأحد مستحقيها المتعلقة بالمصالح العامة ومراقبتها وحمايتها وذلك من خلال التسجيل والمحاسبة على النحو المبين في قانون الوقف.
13. إدارة أوقاف الوصايا العامة والإشراف على أوقاف الوصايا الخاصة وحمايتها والرقابة عليها طبقًا لقانون الوقف الشرعي.
14. المساهمة في تنمية الوعي الإسلامي وتعميم نشر التربية والأخلاق الإسلامية وترسيخها في حياة المواطنين العامة والخاصة.
15. توجيه الوعظ والإرشاد توجيهًا إسلاميًا سليمًا والإشراف على سيره وذلك بما يكفل توعية الشعب بما يؤدي الدين الإسلامي الحنيف وبواجبه الوطني.
16. الاهتمام بتوعية المرأة توعية إسلامية تهدف إلى المحافظة على مكانتها كي تتمكن من أداء دورها الهام والقيام بممارسة مسؤولياتها تجاه الأسرة والمجتمع.
17. الإشراف على تحفيظ القرآن الكريم ومراجعة المطبوعات منه والتصريح بتوزيعه وكذا أي مطبوعات تتعلق بالعقيدة والتراث الإسلامي بالتنسيق مع الجهات ذات العلاقة.
18. الإشراف على تحفيظ القرآن الكريم في المدارس التي تتبع المساجد والجوامع والمساهمة في إنشائها وإدارتها.
19. إدارة شؤون الحج وكل ما يتعلق بتنظيمه والعمل على تأمين راحة الحجاج.
20. العمل على تأهيل الخطباء والمرشدين وأئمة المساجد من خلال المعهد العالي للإرشاد بإعداد وإقامة دورات تأهيلية تخصصية وتوفير احتياجات البلاد منهم والإشراف عليهم.
21. المساهمة في إعداد المناهج الدينية في المدارس وتقديم المقترحات المناسبة بصددها في الأجهزة المختصة.
22. إحياء المناسبات الإسلامية والمشاركة في المناسبات الوطنية.
23. الإعداد لإقامة المؤتمرات والندوات والأنشطة الإسلامية داخل البلاد والمشاركة فيما يعقد خارجها.
24. التعاون والتنسيق مع الهيئات والمنظمات الإسلامية والعمل على نشر التوعية الإسلامية في صفوف الجاليات اليمنية في الخارج عبر الجهات الرسمية.
25. التحضير والإعداد لسفر البعثات الخاصة بالتوجيه والإرشاد، بالتنسيق مع الجهات ذات العلاقة.
26. جمع المخطوطات الموقوفة والحفاظ عليها وصيانتها ونشره، وإنشاء مكتبات خاصة بها.[1]

## الجهات التابعة
- المجلس الأعلى للأوقاف .
- المعهد العالي للتوجيه والإرشاد.
- قطاع الأوقاف والوصايا والترب
- قطاع الإرشاد والتوجيه
- قطاع الاستثمار
- قطاع الحج والعمرة[2]

## الوزير
الوزير الحالي هو محمد عيضة شبيبة منذ 18 ديسمبر 2020م.

## أنظر ايضا
- الوقف في اليمن